# Astylosternus batesi
Astylosternus batesi là một loài ếch trong họ Astylosternidae.
Nó được tìm thấy ở Cameroon, Cộng hòa Trung Phi, Cộng hòa Congo, Cộng hòa Dân chủ Congo, Guinea Xích Đạo, và Gabon.
Các môi trường sống tự nhiên của chúng là rừng ẩm vùng đất thấp nhiệt đới hoặc cận nhiệt đới, sông, và rừng thoái hóa nghiêm trọng.
Nó bị đe dọa do mất môi trường sống.